# Yohan Tavares
Yohan Tavares, né le 2 mars 1988 à Tours, est un footballeur franco-portugais. Il joue au poste de défenseur central au Stade lavallois, après avoir effectué l'essentiel de sa carrière au Portugal.

## Biographie

### Formation et débuts
Né à Tours d'une mère française et d'un père dont la famille est originaire du nord du Portugal, Yohan Tavares commence le football au Tours FC, où il côtoie notamment Gaëtan Charbonnier. Avec son coéquipier en club Mathieu Dossevi, il fait partie de l'équipe d'Indre-et-Loire qui dispute la Coupe régionale des 14 ans à Châteauroux. En 2003, il participe à un stage régional en vue d'établir l'équipe de la Ligue du Centre qui disputera la Coupe nationale des 14 ans, mais n'est pas retenu dans la liste finale.
Il rejoint le centre de formation du Mans UC 72 à 18 ans, devenant le neuvième élément de la filière tourangelle du club sarthois. Après quelques matches en 18 ans Nationaux aux côtés du futur international Sébastien Corchia, il fait ses débuts en équipe réserve en septembre 2006. Il dispute cinq matches avant de retrouver en décembre les 18 ans Nationaux, où il est capitaine. Il participe ensuite à l'intégralité du parcours du Mans en Gambardella, mais se fait éliminer en huitièmes de finale par Châteauroux. Il réapparaît dans l'équipe réserve en fin de saison. Il commence la saison suivante comme titulaire, mais perd sa place en février. Au total avec l'équipe B du Mans il aura disputé dix-huit rencontres en deux saisons.

### Carrière professionnelle

#### Leader de défense au Portugal (2008-2016)

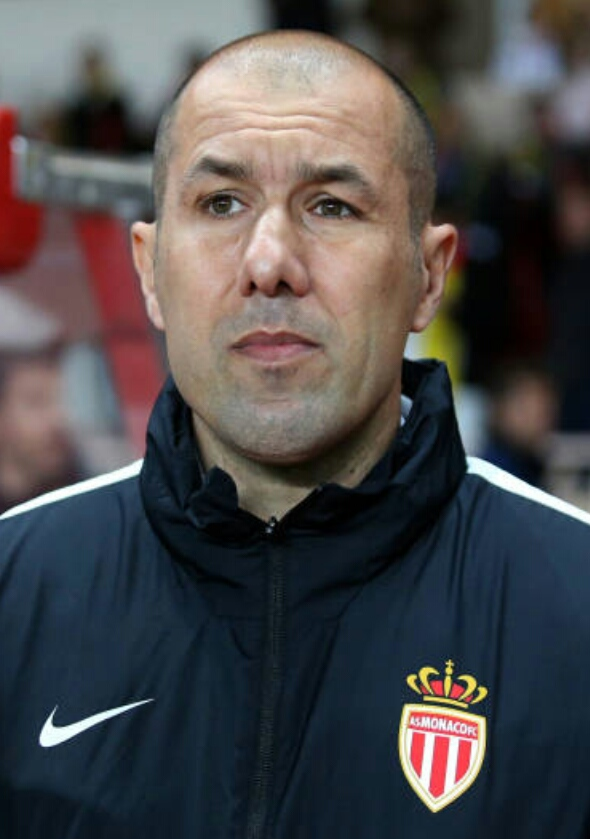
Sous les ordres de Leonardo Jardim, Tavares est champion de D2 portugaise en 2010.

Laissé libre par le club manceau qui s'en mordra les doigts a posteriori, Yohan Tavares rejoint, après un essai concluant, le club portugais du SC Beira-Mar. En 2009 Leonardo Jardim prend les rênes du club et réussit à le faire monter en première division dès sa première saison, remportant au passage le titre de champion de D2 portugaise. Apprécié par Jardim pour sa polyvalence, Tavares prolonge son contrat jusqu'en 2013. Il s'impose comme titulaire lors de la saison 2010-2011 et est alors appelé en mai 2011 en équipe du Portugal U23 pour disputer le Challenge Trophy. Pour sa première sélection, il marque le but de la victoire face à l'Angleterre C,. Peu après cette sélection, il signe un nouveau contrat d'une durée de quatre ans avec le club. En décembre 2011, il est en contact avec Everton FC, Stuttgart et Palerme, mais prolonge finalement au Beira Mar.
En 2012, il s'engage avec le Standard de Liège pour une durée de trois saisons, contre une indemnité de transfert de 800 000 €. Arrivé blessé au genou et opéré du ménisque, il ne parvient pas à s'imposer et ne dispute que trois rencontres avec le club avant d'être prêté, au mercato hivernal, à l'Estoril-Praia, septième du championnat portugais. En fin de saison, Le club termine cinquième du championnat mais ne lève pas l'option d'achat en raison de son montant (1 million d'euros). Yohan Tavares s'engage alors pour quatre ans avec le Chievo Vérone, club de Série A italienne, pour un montant de transfert de 500 000 euros. Après deux semaines au club italien, il est transféré à l'Estoril-Praia où il signe un contrat de trois ans,. Pilier de la défense, il dispute deux saisons de suite la phase de poules de la Ligue Europa, et s'affirme comme un leader de la formation de Cascais, dont il devient le capitaine.

#### Expérience en Thaïlande puis retour en Europe (depuis 2016)
En fin de contrat en juin 2016 après trois ans à Estoril, des clubs comme Belenenses, le RC Lens ou Sheffield Wednesday s'intéressent à lui. Des discussions s'engagent également avec le club anglais de Bristol City. Il rejoint finalement, en novembre 2016, le club thaïlandais du Bangkok United où il s'engage pour une durée d'un an avec un an en option. Il découvre une autre culture, et un autre football, dénué de toute pression.
Après cette expérience dépaysante en Thaïlande et un bref passage au Vitória Setúbal, il signe en mai 2018 avec l'APOEL Nicosie un contrat de deux ans pour un salaire de 200 000 € par an. Il dispute les qualifications de la Ligue des champions et de la Ligue Europa en juillet. Mais il ne se plaît pas à Chypre et trouve un accord avec les dirigeants de l'APOEL pour rentrer en France. Le 29 août 2018 il signe un contrat de deux ans avec l'ESTAC, club de Ligue 2. Son arrivée coïncide avec la stabilisation de la défense troyenne et la remontée au classement, de la 19e à la 3e place. L'ESTAC s'incline en playoffs face au RC Lens et ne retrouvera pas la Ligue 1.
À sa demande il retourne ensuite jouer au Portugal, à Tondela où il porte le brassard de capitaine puis à Belenenses dans le bas de tableau de la Primeira Liga.
En juin 2022 il signe au Stade lavallois, tout juste promu en Ligue 2 BKT. Son contrat porte sur une saison plus une en option en cas de maintien.

### Parcours en sélection nationale

#### Équipe de France de futsal des moins de 21 ans
En janvier 2008, il est sélectionné avec l'équipe de France de futsal des moins de 21 ans pour un stage de détection à Clairefontaine, en préparation des éliminatoires du premier Euro de la catégorie organisé par l'UEFA. Henri Émile ne le convoquera pas pour les matches amicaux qui suivront.

#### Équipe du Portugal U23
Détenteur de la double nationalité française et portugaise, il est appelé en mai 2011 en équipe du Portugal U23 pour disputer la finale de l'International Challenge Trophy à Northampton. Pour sa première et unique sélection, il marque le but de la victoire face à l'Angleterre C,.

## Style de jeu
Milieu défensif de formation, Yohan Tavares est repositionné comme défenseur central au Mans. Il est droitier.
Ses qualités principales sont l'anticipation, la relance et la lecture du jeu. Il se considère comme « assez rapide ».

## Statistiques
Le tableau ci-dessous résume les statistiques en match officiel de Yohan Tavares depuis ses débuts de joueur professionnel,,
| Saison    | Club                 | Championnat         | Championnat | Championnat | Coupe nationale | Coupe nationale | Coupe de la Ligue | Coupe de la Ligue | Compétition(s) continentale(s) | Compétition(s) continentale(s) | Compétition(s) continentale(s) | Sélection    | Sélection | Sélection | Total | Total |
| Saison    | Club                 | Division            | M.          | B.          | M.              | B.              | M.                | B.                | Comp.                          | M.                             | B.                             | Équipe       | M.        | B.        | M.    | B.    |
| 2008-2009 | SC Beira-Mar         | Liga Vitalis        | 11          | 0           | 3               | 0               | 1                 | 0                 | -                              | -                              | -                              | -            | -         | -         | 15    | 0     |
| 2009-2010 | SC Beira-Mar         | Liga Vitalis        | 12          | 0           | -               | -               | 3                 | 0                 | -                              | -                              | -                              | -            | -         | -         | 15    | 0     |
| 2009-2010 | AA Avanca            | III Divisão         | 3           | 0           | -               | -               | -                 | -                 | -                              | -                              | -                              | -            | -         | -         | 3     | 0     |
| 2010-2011 | SC Beira-Mar         | Liga ZON Sagres     | 22          | 1           | 1               | 0               | 4                 | 0                 | -                              | -                              | -                              | Portugal U23 | 1         | 1         | 28    | 2     |
| 2011-2012 | SC Beira-Mar         | Liga ZON Sagres     | 24          | 0           | 1               | 0               | -                 | -                 | -                              | -                              | -                              | -            | -         | -         | 25    | 0     |
| 2012-2013 | Standard de Liège    | Jupiler Pro League  | 3           | 0           | -               | -               | -                 | -                 | -                              | -                              | -                              | -            | -         | -         | 3     | 0     |
| 2012-2013 | Estoril-Praia (prêt) | Liga ZON Sagres     | 11          | 0           | -               | -               | -                 | -                 | -                              | -                              | -                              | -            | -         | -         | 11    | 0     |
| 2013-2014 | Estoril-Praia        | Liga ZON Sagres     | 28          | 0           | 4               | 0               | 2                 | 1                 | C3                             | 10                             | 0                              | -            | -         | -         | 44    | 1     |
| 2014-2015 | Estoril-Praia        | Liga ZON Sagres     | 30          | 0           | 1               | 0               | 2                 | 0                 | C3                             | 6                              | 1                              | -            | -         | -         | 39    | 1     |
| 2015-2016 | Estoril-Praia        | Liga ZON Sagres     | 30          | 0           | 4               | 0               | -                 | -                 | -                              | -                              | -                              | -            | -         | -         | 34    | 0     |
| 2016-2017 | Bangkok United       | Thai Premier League | 25          | 1           | 5               | 0               | 1                 | 0                 | -                              | -                              | -                              | -            | -         | -         | 31    | 1     |

## Palmarès
- Champion de D2 portugaise en 2010 avec le SC Beira-Mar.
- Vainqueur de l'International Challenge Trophy en 2011 avec l'équipe du Portugal U23.